# Esqui alpino nos Jogos Paralímpicos de Inverno de 2010 - Slalom feminino
As competições femininas do slalom do esqui alpino nos Jogos Paraolímpicos de Inverno de 2010 foram disputadas no Whistler Creekside entre 14 e 15 de março.

## Medalhistas
| Medalha | Atletas sentadas    | Atletas em pé            | Deficientes visuais   |
| ------- | ------------------- | ------------------------ | --------------------- |
| Ouro    | AUT Claudia Lösch   | CAN Lauren Woolstencroft | AUT Sabine Gasteiger  |
| Prata   | USA Stephani Victor | GER Andrea Rothfuß       | CAN Viviane Forest    |
| Bronze  | JPN Kuniko Obinata  | CAN Karolina Wisniewska  | AUS Jessica Gallagher |

## Agenda
| Dia         | Horário (UTC-8) | Categoria           | Descida |
| ----------- | --------------- | ------------------- | ------- |
| 14 de março | 10:00           | Deficientes visuais | 1ª      |
| 14 de março | 10:20           | Atletas sentadas    | 1ª      |
| 14 de março | 13:30           | Deficientes visuais | 2ª      |
| 14 de março | 13:55           | Atletas sentadas    | 2ª      |
| 15 de março | 10:30           | Atletas em pé       | 1ª      |
| 15 de março | 13:30           | Atletas em pé       | 2ª      |

## Resultados

### Atletas sentadas
| Pos.              | Nº | Atleta                   | 1ª descida | Pos. | 2ª descida | Pos. | Total   | Diferença |
| ----------------- | -- | ------------------------ | ---------- | ---- | ---------- | ---- | ------- | --------- |
| Medalha de ouro   | 11 | AUT Claudia Lösch        | 1:05.81    | 2    | 1:06.24    | 1    | 2:12.05 |           |
| Medalha de prata  | 9  | USA Stephani Victor      | 1:04.57    | 1    | 1:08.06    | 2    | 2:12.63 | +0.58     |
| Medalha de bronze | 1  | JPN Kuniko Obinata       | 1:06.77    | 3    | 1:11.83    | 3    | 2:18.60 | +6.55     |
| 4                 | 4  | GER Anna Schaffelhuber   | 1:06.82    | 5    | 1:13.58    | 4    | 2:20.35 | +8.30     |
| 5                 | 6  | USA Laurie Stephens      | 1:09.96    | 6    | 1:22.07    | 7    | 2:28.89 | +16.84    |
| 6                 | 13 | GBR Anna Turney          | 1:17.79    | 7    | 1:30.87    | 9    | 2:40.83 | +28.78    |
| 7                 | 7  | USA Luba Lowery          | 1:20.48    | 9    | 1:25.70    | 8    | 2:43.49 | +31.44    |
| 8                 | 5  | USA Alana Nichols        | 1:31.07    | 11   | 1:15.34    | 5    | 2:46.41 | +34.36    |
| 9                 | 16 | SWE Linnea Ottosson Eide | 1:35.40    | 12   | 1:21.35    | 6    | 2:56.75 | +44.70    |
| 10                | 12 | ITA Daila Dameno         | 1:41.52    | 13   | DNF        | -    | -       | -         |
| 11                | 3  | JPN Yoshiko Tanaka       | 1:20.83    | 10   | DNF        | -    | -       | -         |
| 12                | 8  | JPN Tatsuko Aoki         | 1:06.77    | 4    | DNF        | -    | -       | -         |
| 13                | 14 | ISL Erna Friðriksdóttir  | 2:04.05    | 14   | DSQ        | -    | -       | -         |
| 14                | 15 | USA Ricci Kilgore        | 1:18.64    | 8    | DSQ        | -    | -       | -         |
| 15                | 2  | SUI Anita Fuhrer         | DNF        | -    | -          | -    | -       | -         |
| 16                | 10 | GBR Jane Sowerby         | DNF        | -    | -          | -    | -       | -         |
| 17                | 17 | HUN Gyongyi Dani         | DNS        | -    | -          | -    | -       |           |

### Atletas em pé
| Pos.              | Nº | Atleta                   | 1ª descida | Pos. | 2ª descida | Pos. | Total   | Diferença |
| ----------------- | -- | ------------------------ | ---------- | ---- | ---------- | ---- | ------- | --------- |
| Medalha de ouro   | 13 | CAN Lauren Woolstencroft | 56.18      | 1    | 27.26      | 1    | 1:51.97 | 01 !      |
| Medalha de prata  | 14 | GER Andrea Rothfuß       | 59.65      | 3    | 28.74      | 2    | 1:58.35 | +6.38     |
| Medalha de bronze | 8  | CAN Karolina Wisniewska  | 59.76      | 4    | 28.70      | 3    | 1:58.84 | +6.87     |
| 4                 | 15 | FRA Marie Bochet         | 59.95      | 5    | 29.55      | 5    | 2:00.12 | +8.15     |
| 5                 | 12 | USA Allison Jones        | 1:01.12    | 7    | 29.81      | 4    | 2:01.19 | +9.22     |
| 6                 | 3  | RUS Inga Medvedeva       | 1:00.35    | 6    | 30.13      | 7    | 2:03.07 | +11.10    |
| 7                 | 9  | AUT Marina Perterer      | 1:03.25    | 9    | 29.93      | 6    | 2:05.67 | +13.70    |
| 8                 | 7  | FRA Solene Jambaque      | 1:03.21    | 8    | 31.27      | 10   | 2:07.03 | +15.06    |
| 9                 | 5  | FRA Nathalie Tyack       | 1:04.98    | 11   | 30.98      | 8    | 2:07.94 | +15.97    |
| 10                | 6  | FIN Katja Saarinen       | 1:03.61    | 10   | 32.11      | 11   | 2:08.05 | +16.08    |
| 11                | 11 | SUI Karin Fasel          | 1:05.64    | 12   | 31.35      | 9    | 2:09.28 | +17.31    |
| 12                | 1  | SVK Iveta Chlebakova     | 1:06.26    | 13   | 31.60      | 12   | 2:11.22 | +19.25    |
| 13                | 17 | CAN Melanie Schwartz     | 1:08.92    | 14   | 32.07      | 13   | 2:15.31 | +23.34    |
| 14                | 19 | RUS Elena Kudyakova      | 1:11.56    | 16   | 33.82      | 15   | 2:20.71 | +28.74    |
| 15                | 4  | CAN Andrea Dziewior      | 1:13.77    | 18   | 32.88      | 14   | 2:21.49 | +29.52    |
| 16                | 18 | USA Hannah Pennington    | 1:12.93    | 17   | 34.85      | 16   | 2:24.24 | +32.27    |
|                   | 10 | SVK Petra Smarzova       | 59.02      | 2    | DNF        | -    | -       | -         |
|                   | 2  | USA Elitsa Storey        | 1:09.76    | 15   | DNS        | -    | -       | -         |
|                   | 20 | ESP Ursula Pueyo Marimon | DNF        | -    | -          | -    | -       | -         |
|                   | 21 | ROU Laura Valeanu        | DNF        | -    | -          | -    | -       | -         |
|                   | 16 | CAN Arly Fogarty         | DSQ        | -    | -          | -    | -       | -         |

### Deficientes visuais
| Pos.              | Nº | Atleta                      | 1ª descida | Pos. | 2ª descida | Pos. | Total   | Diferença |
| ----------------- | -- | --------------------------- | ---------- | ---- | ---------- | ---- | ------- | --------- |
| Medalha de ouro   | 4  | AUT Sabine Gasteiger        | 55.90      | 1    | 1:04.66    | 1    | 2:00.56 |           |
| Medalha de prata  | 10 | CAN Viviane Forest          | 56.76      | 2    | 1:04.69    | 2    | 2:01.45 | +0.89     |
| Medalha de bronze | 3  | AUS Jessica Gallagher       | 57.52      | 3    | 1:06.83    | 5    | 2:04.35 | +3.79     |
| 4                 | 2  | SUI Nadja Baumgartner       | 1:01.68    | 5    | 1:05.31    | 3    | 2:06.99 | +6.43     |
| 5                 | 6  | SVK Henrieta Farkasova      | 57.77      | 4    | 1:15.89    | 9    | 2:13.66 | +13.10    |
| 6                 | 13 | GBR Kelly Gallagher         | 1:05.94    | 8    | 1:09.32    | 6    | 2:15.26 | +14.70    |
| 7                 | 1  | BEL Natasha de Troyer       | 1:04.27    | 6    | 1:13.92    | 8    | 2:18.19 | +17.63    |
| 8                 | 12 | AUS Melissa Perrine         | 1:09.56    | 9    | 1:12.91    | 7    | 2:22.47 | +21.91    |
| 9                 | 8  | ESP Anna Cohi Fornell       | 1:17.90    | 11   | 1:06.42    | 4    | 2:24.32 | +23.76    |
| 10                | 11 | CZE Anna Kuliskova          | 1:16.69    | 10   | 1:16.88    | 10   | 2:33.57 | +33.01    |
| 11                | 15 | AND Paquita Ramirez Capitan | 1:21.06    | 12   | 1:27.81    | 11   | 2:48.87 | +48.31    |
|                   | 7  | USA Caitlin Sarubbi         | 1:05.10    | 7    | DNF        | -    | -       | -         |
|                   | 14 | CRO Nikolina Santek         | 1:22.20    | 13   | DNF        | -    | -       | -         |
|                   | 5  | USA Danelle Umstead         | DNF        | -    | -          | -    | -       | -         |
|                   | 9  | RUS Alexandra Frantseva     | DNF        | -    | -          | -    | -       | -         |

## Legenda
| Q   | Classificado (Qualified)       |
| DNS | Não largou (Did not start)     |
| DNF | Não terminou (Did not finish)  |
| DSQ | Desclassificado (Disqualified) |